# Коксуський сільський округ (Кербулацький район)
Коксу́ський сільський округ (каз. Көксу ауылдық округі, рос. Коксуский сельский округ) — адміністративна одиниця у складі Кербулацького району Жетисуської області Казахстану. Адміністративний центр — село Коксу.
Населення — 1589 осіб (2021; 2130 у 2009, 2613 у 1999, 2975 у 1989).
Станом на 1989 рік існувала Коксуська сільська рада (села Коксу, Коктальське, Косагаш, Ульяновське, Фурманово).

## Склад
До складу округу входять такі населені пункти:
| Населений пункт   | Населення, осіб (1989) | Населення, осіб (1999) | Населення, осіб (2009) | Населення, осіб (2021) |
| ----------------- | ---------------------- | ---------------------- | ---------------------- | ---------------------- |
| Беріктас, село    | 544                    | 545                    | 413                    | 288                    |
| Коксу, село       | 1259                   | 1007                   | 923                    | 793                    |
| Коктал, село      | 438                    | 475                    | 302                    | 166                    |
| Косагаш, село     | 568                    | 586                    | 492                    | 342                    |
| Ульяновське, село | 166                    | -                      | -                      | -                      |